# Margit Hähner

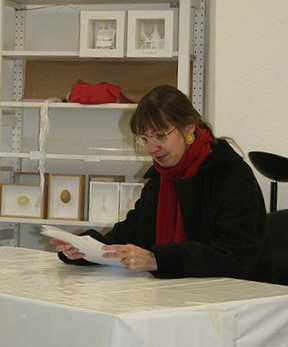
Margit Hähner im Dezember 2009 bei einer Lesung im Lenau-Forum, Köln-Ehrenfeld

Margit Hähner (* 17. November 1960 in Leverkusen) ist eine deutsche Schriftstellerin. 

## Leben
Hähner studierte Germanistik und katholische Theologie an der Universität Köln und arbeitete viele Jahre ehren- und hauptamtlich in der Katholischen Jungen Gemeinde (KJG). Zu Beginn der 1990er Jahre begann sie, Lyrik und Prosa zu veröffentlichen.
Sie war Mitglied im Verband deutscher Schriftsteller (VS) im ver.di Landesverband Nordrhein-Westfalen. 2002 wurde sie in den Vorstand gewählt und war von 2006 bis zu ihrem Rücktritt auf der Landesversammlung am 25. April 2009 Landesvorsitzende des Verbandes. Ab 2004 war sie Sprecherin des Bezirks Köln; zum 31. Dezember 2009 trat sie mit dem gesamten Bezirksvorstand zurück und erklärte zugleich ihren Austritt aus der Dienstleistungsgewerkschaft.
Margit Hähner ist Jurorin für den Preis der deutschen Schallplattenkritik und Mitglied des PEN-Zentrums Deutschland. Seit Oktober 2022 ist sie im Vorstand des PEN. Sie lebt in Köln.

## Veröffentlichungen
- Zwei Männer sind keiner zuviel. Roman. Reclam, Leipzig 1997, ISBN 3379016454
- Auch nur ein Mann. Roman. Reclam. Leipzig 1998, ISBN 3379015938
- Kein Mann ohne Risiko. Roman. Reclam, Leipzig 1999, ISBN 3379016721
- Spielball der Götter. Roman. Gmeiner, Meßkirch 2012, ISBN 978-3-8392-1269-1
- Beiträge zu Anthologien, Zeitschriften und Zeitungen